# Ужа (река)
Ужа́ — река в Смоленской области, левый приток Днепра.
Исток находится в 1,5 километрах к северо-западу от города Ельня.
Течёт практически строго на север, по землям Ельнинского Глинковского и Дорогобужского районов Смоленской области, устье находится напротив деревни Бизюково.
Русло узкое и глубокое.
Притоки: левые — Добрейка, Ворсиха, Язья, Гитченка, Могильня, правые — Ужица, Копылка, Гастижа, Луневка, Вербушка, Городня, Ольховка.
Вдоль реки расположены деревни: Дрогинино, Андреевское, Богодилово, Гурьево, Николаевское, Лугиново, Громаки, Каськово, Недники, Усвятье, Слойково и Кузьмино.
В начале XIX века на реке действовало множество водяных мукомолен.